# Гагаринская беседка
Беседка Гагарина — достопримечательность в Байконуре (бывший Ленинск), в «нулевом квартале», на территории современного Казахстана, где в 1961 году за несколько дней до первого полёта человека в космос (10 апреля, в понедельник) произошла встреча будущих космонавтов (включая и Ю. А. Гагарина) и их дублёров с советскими военачальниками.
Гагаринская беседка располагается на берегу Сырдарьи и представляет собой веранду, защищающую от солнца. Установлена памятная табличка.

## Участники встречи
Во встрече участвовали с одной стороны маршал К. С. Москаленко, К. Н. Руднев, С. П. Королёв, М. В. Келдыш, Е. А. Карпов, а с другой члены отряда космонавтов: Ю. Гагарин, Г. Титов, Г. Нелюбов, П. Попович и В. Быковский. Инициатором встречи без протокола стал Константин Руднев, который уговорил Москаленко её устроить.

## Ход встречи
Королёв, Руднев и Москаленко, а также полковник Карпов выступили с речами. Гагарин, Титов и Нелюбов поблагодарили их за доверие, выразили уверенность в успехе и напомнили о необходимости готовить более сложные полёты в космос. Атмосфера во время мероприятия была простая и дружественная. На встрече присутствовали члены Госкомиссии (её официальное заседание состоится вечером того же дня и на нём будет официально объявлено, что полетит Гагарин при дублёре Титове — в реальности оба уже знали о принятом решении).
Спиртных напитков на столах не было, тосты произносили с минеральными и фруктовыми водами.
Встреча нашла отражение, в том числе, в дневнике генерала Н. П. Каманина, мемуарах Бориса Чертока. Также существуют фотографии, сделанные во время этой встречи.